# Hardy–Ramanujan-tétel
A Hardy–Ramanujan-tétel azt állítja, hogy valamely n szám egymástól különböző prímtényezői ω(n) számának átlagos nagyságrendje log log n, a közelítés jellemző hibája {\displaystyle {\sqrt {\log \log n}}}. Más szavakkal ez azt jelenti, hogy a legtöbb számnak log log n számú különböző prímtényezője van. A tételt G. H. Hardy (1877–1947) angol matematikusról és Srínivásza Rámánudzsan (1887–1920) indiai matematikusról nevezték el.
Egy pontosabb verzióban: bármely valós értékű függvény ψ(n) a végtelenbe tart, ha n tart a végtelenbe:
{\displaystyle |\omega (n)-\log(\log(n))|<\psi (n){\sqrt {\log(\log(n))}}}
vagy másként kifejezve:
{\displaystyle |\omega (n)-\log(\log(n))|<{(\log(\log(n)))}^{{\frac {1}{2}}+\varepsilon }}
ez érvényes majdnem az összes egész számra.
Erre az eredményre Turán Pál (1910 -1976) magyar matematikus, egy egyszerű bizonyítást adott.
Ezt a tételt általánosította az Erdős–Kac-tétel, mely megmutatta, hogy a különböző prímtényezők normális eloszlásúak.